# Jobriath
Jobriath, pseudonimo di Bruce Wayne Campbell (Filadelfia, 14 dicembre 1946 – 3 agosto 1983), è stato un cantante statunitense, esponente del glam rock attivo dal 1973.
Pubblicò due album, registrati in studio da lui stesso.
Fu una delle prime rockstar a dichiararsi apertamente omosessuale.
Morì di AIDS nella stanza piramidale del Chelsea Hotel nell'agosto del 1983.

## Discografia
- 1973 Jobriath Elektra
- 1974 Creatures of the Street Elektra